# Elektrogerät
Dieser Artikel befindet sich derzeit in der Qualitätssicherung im WikiProjekt Elektrotechnik des Portal Elektrotechnik. Wenn du dich mit dem Thema auskennst, bist du herzlich eingeladen, dich an der Prüfung und möglichen Verbesserung des Artikels zu beteiligen. Der Meinungsaustausch dazu ist in der Diskussion (Artikel „Elektrogerät“ eintragen) zu finden.

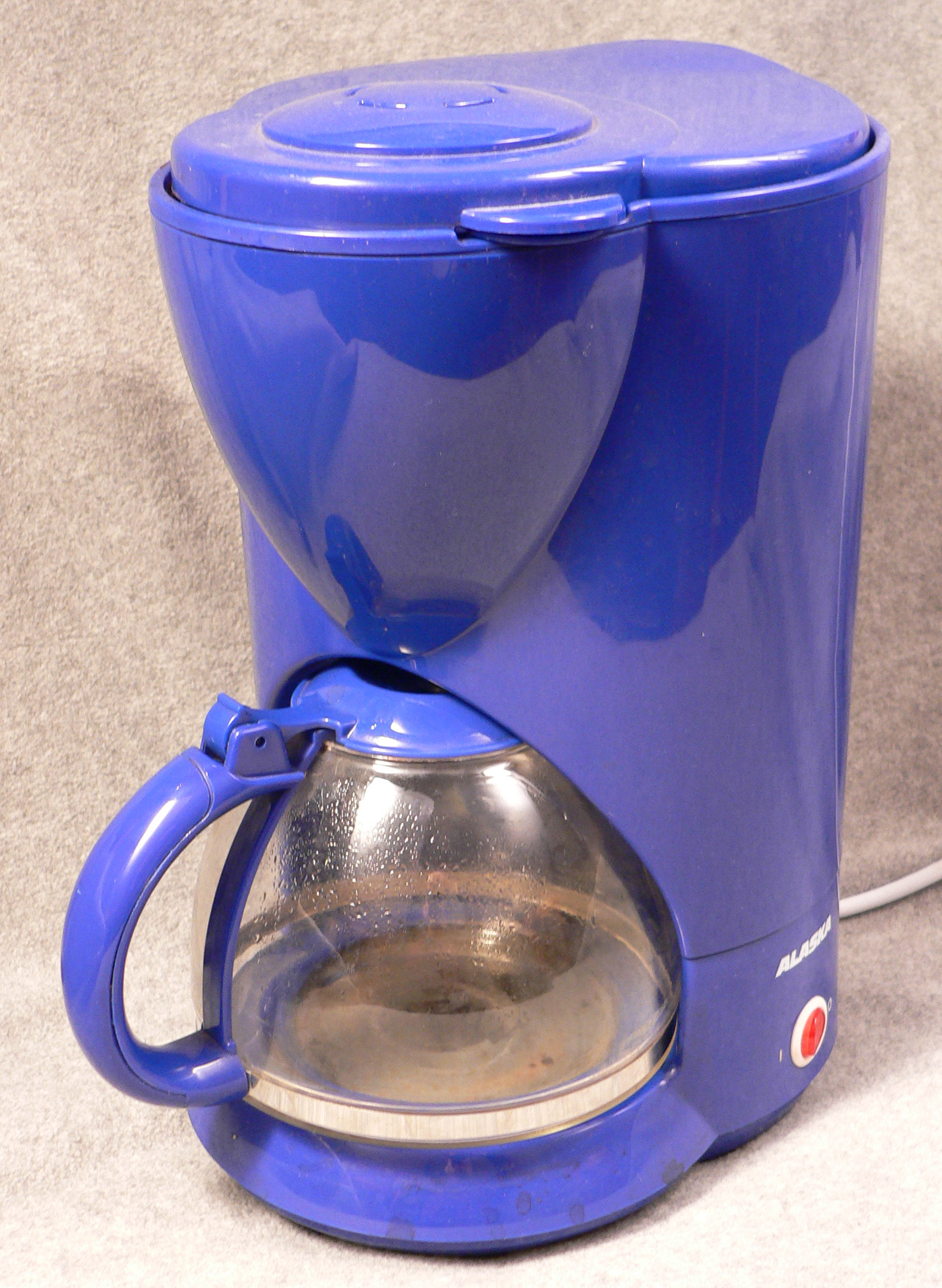
Elektrogerät: Elektrische Kaffeemaschine für Filterkaffee

Ein Elektrogerät ist ein Gerät, das elektrische Energie zu seinem Betrieb verwendet, sie erzeugt oder misst.
Elektrogeräte sind direkt mit dem Stromnetz verbunden (zum Beispiel Wasserkocher, Spülmaschine, Leuchte), mit Akkumulatoren oder Batterien ausgerüstet (zum Beispiel Mobiltelefon, Taschenlampe) oder sie erzeugen selbst Elektroenergie (tragbares Stromaggregat, Plug-in-Photovoltaikmodul). Bewegliche Mess- und Prüfgeräte (z. B. Multimeter, Phasenprüfer) für elektrischen Strom sind ebenfalls Elektrogeräte.

## Begriffsabgrenzung
Unterschieden wird zwischen überwiegend gewerblich genutzten Geräten bzw. Maschinen sowie Elektrogeräten für den privaten Gebrauch. Eine klare Grenzziehung ist jedoch zumindest bei einigen Produktgruppen, beispielsweise Heimwerkergeräte, schwer möglich. Auch privat genutzte Geräte für den Außenbereich (siehe Gartengerät) gehören nicht zu den Haushaltsgeräten.
Bei elektrischen Geräten für die private Nutzung wird, besonders im Bereich der Küchengeräte, zwischen Elektrogroßgeräten (z. B. Kühlschrank) und Elektrokleingeräten (z. B. Föhn) unterschieden.
Des Weiteren existiert die Einteilung in
- Weiße Ware (Haushaltsgeräte, insbesondere Waschmaschinen und -trockner, Küchengeräte),
- Rote Ware (Heizgeräte),
- Braune Ware (Unterhaltungselektronik) und
- Graue Ware (Informations- und Kommunikationselektronik).

Diese findet sich noch häufig in der Fachsprache von Industrie, (Einzel-)Handel und Entsorgungswirtschaft sowie gelegentlich in Statistiken. In Österreich sind eher die Bezeichnungen Weißware, Rotware, Braunware und Grauware gebräuchlich.
Die Ausdrücke leiten sich insbesondere von den ursprünglichen Gehäusefarben der Geräte ab: weiße Email bei Haushaltsgroßgeräten (z. B. Waschmaschinen), Heizwendeln geben rote Strahlung ab, braune Holzrahmen bei Rundfunkgeräten, und in der IKT waren die Gehäuse (z. B. Computergehäuse) überwiegend grau. Die Unterscheidung in braune und graue Ware ist historisch – heute wachsen diese beiden Bereiche zunehmend zusammen, z. B. beim Smart-TV.

## Technische Einzelheiten
Als Elektrogerät gelten in Deutschland nach dem Elektro- und Elektronikgerätegesetz Geräte, die für den Betrieb mit Wechselspannung von höchstens 1 000 Volt oder Gleichspannung von höchstens 1 500 Volt ausgelegt sind und zu ihrem ordnungsgemäßen Betrieb von elektrischen Strömen oder elektromagnetischen Feldern abhängig sind oder der Erzeugung, Übertragung und Messung von elektrischen Strömen und elektromagnetischen Feldern dienen. Mithin sind das alle eigenständig betreibbaren elektrischen Baugruppen, vom Nachtlicht bis zur Kühltruhe.
Das Elektro- und Elektronikgerätegesetz regelt, welche Elektrogeräte beim Inverkehrbringen registriert werden müssen und deren Recyclingquote sowie die Beteiligung der Inverkehrbringer an der Abfallentsorgung. Hintergrund ist das ständig steigende Aufkommen von Elektroschrott und die damit verbundenen Gefahren (Gefahrstoffe) und Chancen (Recycling der enthaltenen Wertstoffe) bei der Entsorgung.
Auch die Mindestanforderungen an die Sicherheit von Elektrogeräten (Brandschutz, Schutz gegen Berühren spannungsführender Teile, Verbrennungsgefahr, Verletzungsgefahr durch sich bewegende Teile) ist gesetzlich geregelt.

## Marktüberwachung
In der Schweiz ist die Marktüberwachung des Eidgenössischen Starkstrominspektorats (ESTI), gemäß der Verordnung über elektrische Niederspannungserzeugnisse (NEV) SR 734.26, für die stichprobenweise Überprüfung von elektrischen Erzeugnissen zuständig. Im Jahr 2020 wiesen 16 Prozent aller kontrollierten elektrischen Erzeugnisse formelle oder technische Mängel auf.